# Congreso de Verona

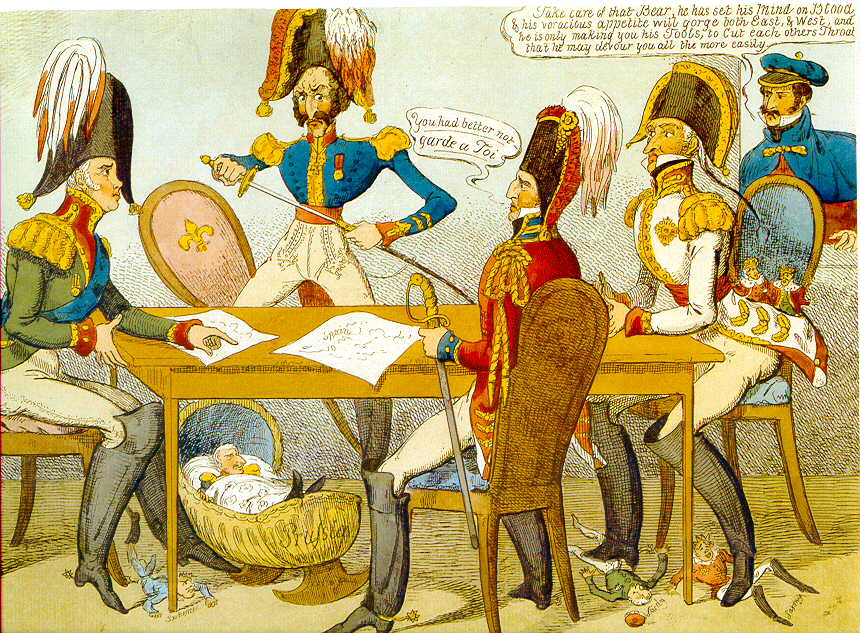
Caricatura británica sobre los participantes en el Congreso de Verona.

El Congreso de Verona se celebró del 20 de octubre al 14 de diciembre de 1822 en Verona, al cual acudieron representantes de la Cuádruple Alianza fundada en 1815 por el Imperio ruso, el Imperio austríaco, el Reino de Prusia (estos tres Estados conformaban la Santa Alianza) y el Reino Unido de Gran Bretaña e Irlanda, y a la que en 1818 se había sumado el reino de Francia, dando nacimiento así a una Quíntuple Alianza de facto.

## Antecedentes

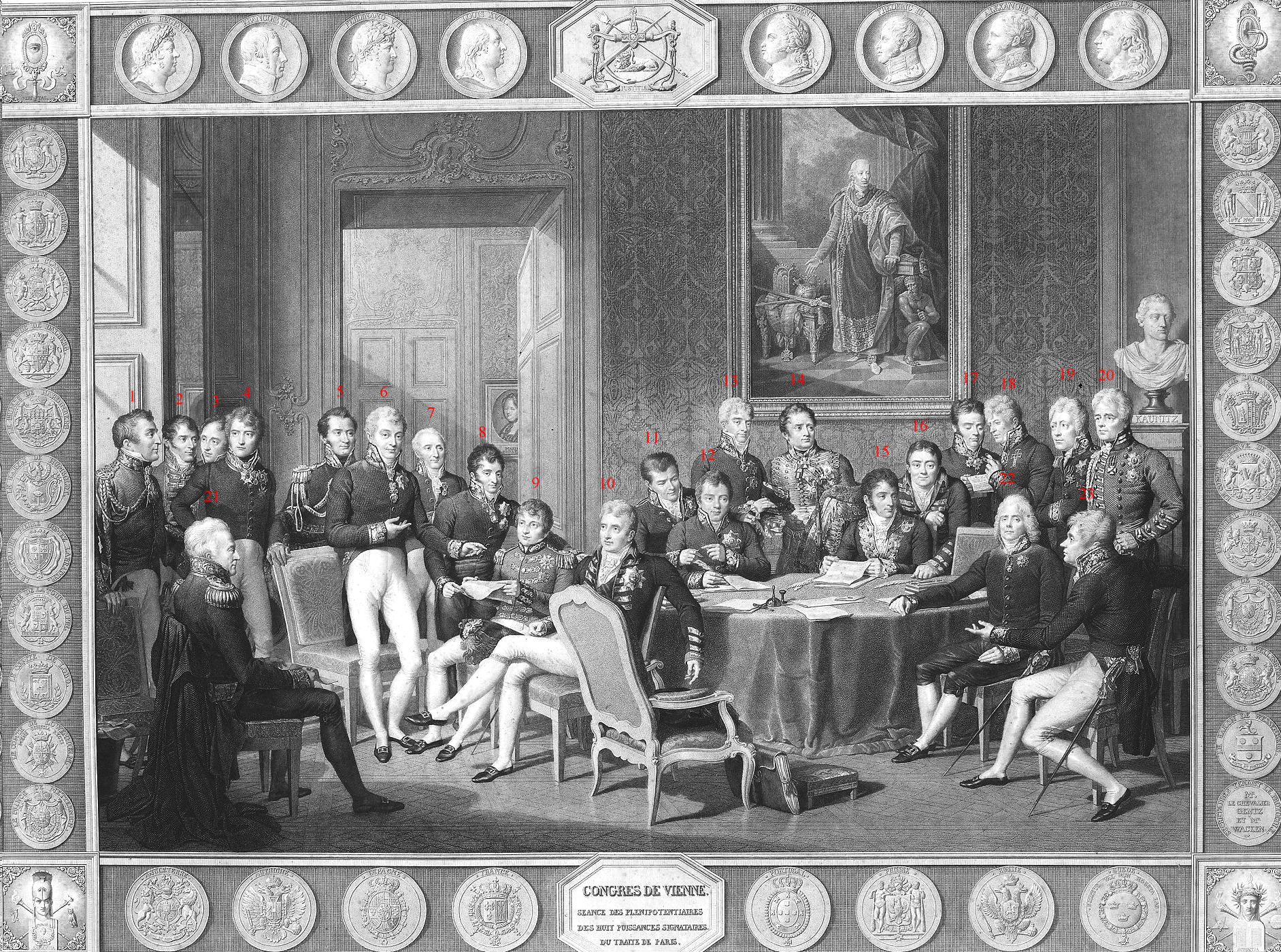
El Congreso de Viena, por Jean-Baptiste Isabey, 1819. De pie a la izquierda, el anfitrión, el canciller austríaco Metternich. Sentado cerca de él el secretario del Foreign Office Castlereagh.

Las cuatro grandes potencias vencedoras de las guerras napoleónicas ―Imperio austríaco, reino de Prusia, Imperio ruso y Reino Unido de Gran Bretaña e Irlanda― se consideraron legitimadas para establecer el nuevo orden europeo basado en el equilibrio entre ellas y este quedó establecido en el Congreso de Viena. Para asegurarlo se estableció un doble sistema de garantías. Por un lado la Santa Alianza, integrada por las tres monarquías absolutas vencedoras de Napoleón (Rusia, Prusia y Austria) ―la «monarquía limitada» de Gran Bretaña no se sumó, aunque el príncipe regente en una carta personal mostró su simpatía hacia sus objetivos―, y por otro la Cuádruple Alianza que estaba formada por las tres monarquías absolutas y la monarquía británica. Mientras que la Santa Alianza había sido una iniciativa del zar de Rusia Alejandro I, la Cuádruple Alianza fue una propuesta del secretario del Foreign Office, el tory vizconde de Castlereagh. En el Tratado de la Cuádruple Alianza se estableció el compromiso de las cuatro monarquías firmantes de unirse de nuevo si Francia intentaba romper los acuerdos de paz y además se acordó «un sistema de congresos» para el mantenimiento del «Concierto Europeo». En 1818 se incorporó a la Cuádruple Alianza el reino de Francia, dando nacimiento a una Quíntuple Alianza de facto.
Tras la Revolución de 1820, las potencias de la Quíntuple Alianza se reunieron en el Congreso de Troppau celebrado en octubre de 1820 y en él Austria, Rusia y Prusia firmaron el que sería conocido como Protocolo de Troppau, según el cual esas tres monarquías absolutas se arrogaban el derecho a intervenir en aquellos «Estados que hayan experimentado un cambio de Gobierno a causa de una revolución y como resultado de ello amenacen a otros Estados». Partiendo de este principio se acordó «autorizar» al imperio de Austria a intervenir en Nápoles, donde en julio de 1820 había triunfado una revolución siguiendo el ejemplo de la revolución española de marzo (hasta el punto que habían adoptado su Constitución, aprobada por las Cortes de Cádiz ocho años antes). En el mismo mes de marzo de 1821 en que las tropas austríacas entraban en Nápoles poniendo fin a la revolución, se iniciaba otra en el reino del Piamonte, que como la napolitana también adoptó la Constitución de Cádiz. Asimismo sería aplastada por los austríacos.
En cuanto las revoluciones italianas fueron sofocadas toda la atención de las potencias absolutistas de la Santa Alianza se centró España. En mayo de 1821 el gobierno del Imperio ruso enviaba una nota a sus embajadores en la que se manifestaba la «aflicción» y el «dolor» de los soberanos europeos y su desaprobación por «los medios revolucionarios puestos en práctica para dar a España nuevas instituciones». Por su parte, el canciller Metternich, el principal artífice del nuevo orden europeo posterior a Napoleón, llegó a considerar más peligrosa la Revolución española de 1820 que la Revolución francesa de 1789, porque la primera había sido «local» mientras que la española era «europea». Metternich en el Congreso de Laibach, donde finalmente se dio vía libre a la intervención austríaca en Nápoles, ya había presionado al representante del Reino de Francia para que interviniera en España —«Es necesario quitarse de encima ese peligro que tenéis a las puertas; es una amenaza para vuestro Gobierno», le había dicho— pero este respondió: «España no es una amenaza; la constitución se debilitará por sí misma y se verá obligada a modificarla».

## El Congreso

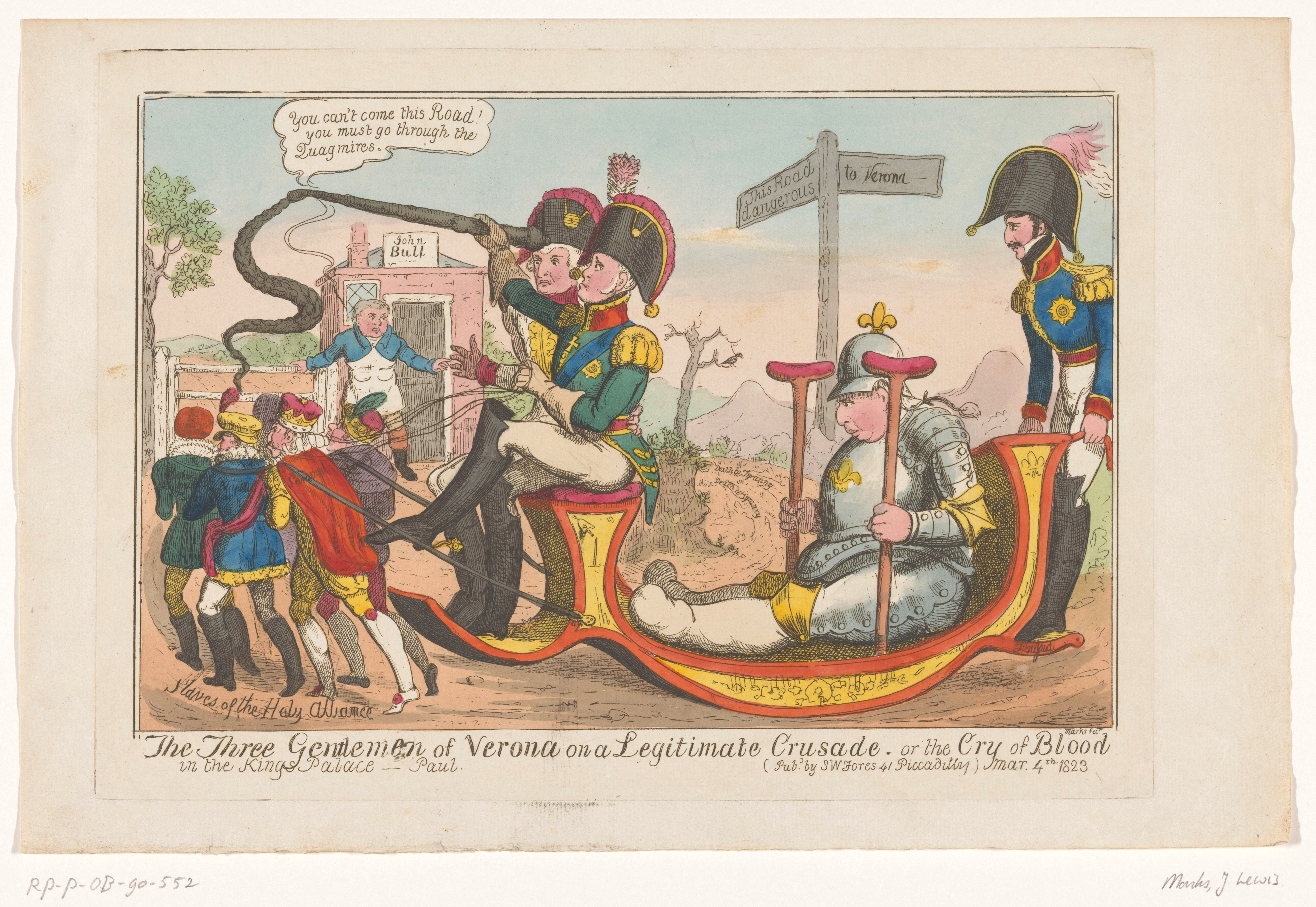
Caricatura británica titulada Los tres caballeros de Verona en una legítima cruzada o la llamada de la sangre en el palacio del rey. Muestra al rey de Francia Luis XVIII sentado en un trineo con armadura y muletas, con el zar Alejandro I y el emperador de Austria Francisco II en el caballete y con el rey de Prusia Federico Guillermo III en la plataforma de atrás. Todos ellos se dirigen a Verona mientras John Bull, que representa al pueblo británico, les dice que por allí no es el camino. Tiran del trineo los "Esclavos de la Santa Alianza".

Aunque el tema principal debía haber sido la «cuestión de Oriente» (el levantamiento griego contra el dominio del Imperio otomano), el Congreso de Verona, celebrado entre el 20 de octubre y el 14 de diciembre de 1822, se ocupó especialmente de «los peligros de la revolución de España con relación a Europa». La representación británica la ostentó el duque de Wellington ―porque el secretario del Foreign Office Castlereagh, el artífice junto con Metternich de la Europa de la Restauración, se había suicidado a mediados de agosto― y acudió con el encargo de su gobierno de oponerse a cualquier tipo de intervención en España. Los que se mostraron como los más firmes partidarios de esta decisión fueron el zar Alejandro I de Rusia, que había recibido numerosas peticiones de auxilio por parte de Fernando VII, y el rey francés Luis XVIII, que también había recibido las cartas apremiantes del rey español y las peticiones de ayuda de los realistas, pero que sobre todo estaba muy interesado en rehacer el prestigio internacional de la Francia borbónica. «Las otras potencias se opusieron a la intervención unilateral de Francia temiendo que su gobierno utilizase esa oportunidad para restaurar su control sobre la península ibérica y quién sabe si también sobre los territorios españoles y portugueses en América. Para neutralizar los peligros de la intervención francesa, el zar propuso una intervención colectiva que llevase tropas rusas a través de Europa, lo que sin duda no resultaba aceptable ni para Francia ni para las demás potencias; en concreto, el gobierno francés declaró que bajo ninguna circunstancia permitiría que una tropa extranjera atravesara su país. El gobierno británico mantuvo su oposición mientras Austria y Prusia, que apoyaban claramente el principio de intervención, insistían en que no disponían ni de las tropas ni del dinero necesarios para participar en ella». Para salir de esta situación de bloqueo el canciller austríaco Metternich propuso que se enviaran «Notas formales» al Gobierno de Madrid para que este moderara sus posiciones y en caso de no obtener una respuesta satisfactoria romper las relaciones diplomáticas con el régimen español.
Finalmente, Austria, Prusia y Rusia (Gran Bretaña se negó a adherirse) se comprometieron el 19 de noviembre a apoyar a Francia si esta decidía atacar a España pero «exclusivamente en tres situaciones concretas: 1) si España atacaba directamente a Francia, o lo intentaba con propaganda revolucionaria; 2) si el rey de España fuera desposeído del trono, o si corriera peligro su vida o la de los otros miembros de su familia; y 3) si se produjera cualquier cambio que pudiera afectar al derecho de sucesión en la familia real española». A pesar de que ninguna de estas tres situaciones se materializó, Francia invadió España en abril de 1823 con los Cien Mil Hijos de San Luis. «Ningún compromiso de ayuda ligaba, por lo tanto, a la Santa Alianza con la intervención francesa en España», ha comentado Rosario de la Torre. «En realidad el Congreso de Verona no fue la ocasión para un nuevo desarrollo de la Santa Alianza, fue su tumba. Lo que prevaleció, a pesar de las grandes diferencias evidenciadas, fue el espíritu de concertación entre las cinco potencias que seguirían dirigiendo la política internacional…», ha concluido esta historiadora.

### El falso tratado secreto de Verona
En junio de 1823, cuando la invasión francesa ya hacía dos meses que había comenzado, un periódico británico publicó un supuesto tratado secreto firmado en Verona el 22 de noviembre por los representantes de Austria, Prusia, Rusia y Francia en el que se encomendaba a esta última invadir España. La historiografía española dio por bueno el tratado secreto, incluso después de que el archivista estadounidense T. R. Schellenberg demostrara en 1935 que se trataba de una falsificación periodística. De esta forma quedó desmontado el mito de que la invasión francesa de los Cien Mil Hijos de San Luis se había decidido en el Congreso de Verona y que se hacía en nombre de la Santa Alianza. Como ha señalado la historiadora española Rosario de la Torre, que en 2011 insistió en la falsedad del «Tratado Secreto de Verona», la invasión de España fue decidida por el rey francés Luis XVIII y por su gobierno (sobre todo después de que el 28 de diciembre de 1822 François-René de Chateaubriand pasara a dirigir la política exterior con el objetivo de «volver a colocar a Francia en la categoría de las potencias militares»), contando eso sí con la aprobación más o menos explícita o la neutralidad de las otras cuatro potencias de la Quíntuple Alianza. Así lo explicó el propio Chateaubriand: «figúrese a nuestro gabinete volviendo a ser poderoso, hasta el punto de exigir una modificación de los tratados de Viena, nuestra antigua frontera recobrada, ampliada hasta los Países Bajos con nuestros antiguos departamentos germánicos, y dígase si la guerra de España no merecía ser emprendida en pro de semejantes resultados». Años después de la invasión Chateaubriand escribió en sus Memorias de ultratumba: «Mi guerra de España, el gran acontecimiento político de mi vida, era una empresa descomunal. La legitimidad iba por primera vez a quemar pólvora bajo la bandera blanca [de los Borbones]… Cruzar de un salto las Españas, triunfar en el mismo suelo donde hacía poco los ejércitos de un hombre fástico [Napoleón] habían sufrido reveses, hacer en seis meses lo que él no había podido lograr en siete años, ¿quién hubiera podido aspirar a lograr tal prodigio? Sin embargo, es lo que yo hice…».

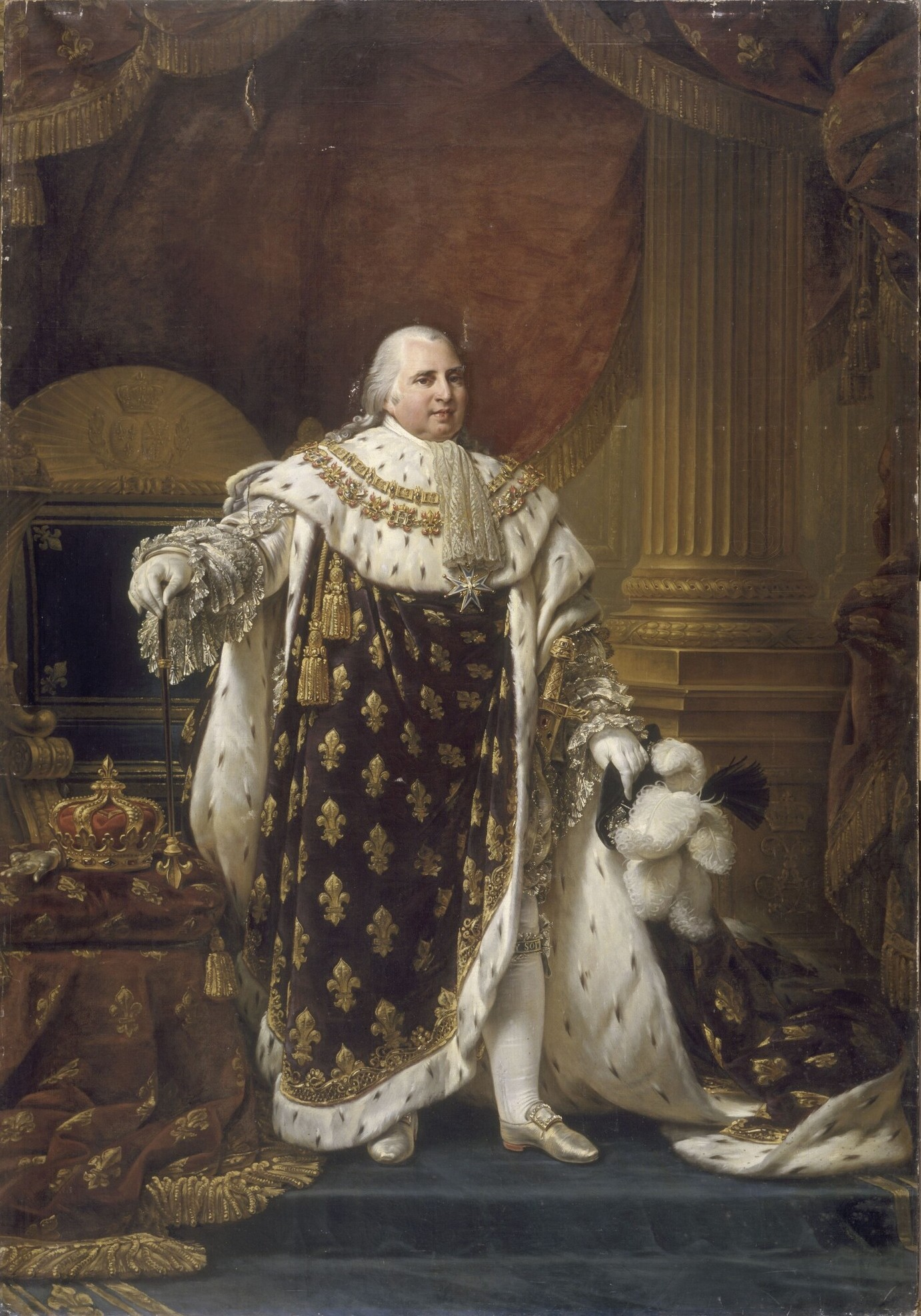
El rey de Francia Luis XVIII, que fue quien decidió, junto con su gobierno, invadir España para acabar con el régimen constitucional. Desde que en 1935 se descubrió que el "tratado secreto de Verona" era una falsificación, quedó demostrado que la intervención en España ni se decidió en el Congreso de Verona ni se hizo en nombre de la Santa Alianza.

Según explicó T. R. Schellenberg en su artículo de 1935 la falsificación fue obra del periódico londinense Morning Chronicle y respondía a la preocupación que la «actitud de las potencias continentales absolutistas hacia España estaba causando en el gobierno británico y en la prensa» y que las notas diplomáticas de Austria, Rusia y Prusia no habían hecho sino acrecentar provocando «una tremenda indignación popular».
El falso tratado lo publicó el Morning Chronicle el 11 de junio de 1823 y según explicaba el diario lo había conseguido a través de su corresponsal en París. T.R. Schellenberg en su análisis del documento encontró varias incoherencias y anacronismos. «El  primer  artículo,  atacando  el  gobierno  representativo,  expresaba el convencimiento popular británico del carácter unánimemente reaccionario de las potencias continentales. El tercer artículo, mezclando religión y papado con la defensa de la legitimidad, ofrecía el espectáculo del herético rey de Prusia y el cismático zar de Rusia declarando junto a los católicos emperador Habsburgo y rey Borbón. El sexto contenía una anacrónica referencia a una “guerra con España”, que todavía no había estallado el 22 de noviembre de 1822, cuando supuestamente se firmó el tratado».
La historiadora española Rosario de la Torre del Río en su artículo de 2011 en el que rescataba el artículo de Schllenberg de 1935 aportó más datos para demostrar su falsedad. Recordó que el mismo día 11 de junio de 1823 en que el Morning Chronicle publicó el supuesto tratado secreto de Verona, «los representantes en Londres de las cuatro potencias supuestamente firmantes afirmaron que era una falsificación que no merecía una refutación seria, e insertaron el documento espurio en el londinense Sun, un periódico vespertino, con un  comentario anónimo en el que justificaban la inserción del documento cuya veracidad negaban, “simplemente para mostrar a nuestros lectores lo fácil que puede ser colocar la más chapucera fabricación, incluso entre gentes con sentido, cuando su juicio ha sido deformado por el calor de animosidades políticas”. Un comentario similar apareció al día siguiente en el londinense New-Times, un periódico matutino».
La profesora De la Torre del Río también recalcó que «cuatro días después de su aparición en Londres, el supuesto tratado secreto fue traducido al francés y publicado por el parisino Pilote. Bajo la ley de prensa francesa de 13 de marzo de 1822, que colocaba los periódicos bajo la estrecha vigilancia del gobierno, su editor fue sentenciado sumariamente por un tribunal correccional a un mes de prisión y al pago de una suma de dos mil francos; el periódico fue suspendido por quince días». Por último, señaló que Chateaubriand, uno de los supuestos firmantes del tratado secreto, había afirmado en 1844: «No sé si existe ese documento, pero estoy seguro de que nunca he firmado ningún pretendido tratado secreto de Verona». «Pero el  desmentido  de  Chateaubriand  no  sirvió de nada», comenta Rosario de la Torre del Río. Modesto Lafuente lo incluyó en su influyente Historia General de España publicada entre 1861 y 1864, y lo mismo hizo Antonio Pirala en su Historia de la guerra civil y de los partidos liberal y carlista publicada en 1864.

## Consecuencias
Las «Notas formales» propuestas por Metternich fueron entregadas en Madrid a principios de enero de 1823, según Josep Fontana y según Pedro Rújula y Manuel Chust, o entre noviembre y diciembre de 1822, según Emilio La Parra López. Francia fue la primera en entregar la suya en la que reclamaba que se introdujera una segunda Cámara, siguiendo el modelo de su Carta otorgada de 1814, y una «libertad juiciosa». De hecho la nota estaba redactada en términos deliberadamente no demasiado contundentes, pero como las de las potencias de la Santa Alianza «contenía una condena explícita y a veces insultante del sistema constitucional». La nota francesa concluía con la amenaza de la invasión en caso de que «la noble nación española no encuentre por sí misma remedio de sus males, males cuya naturaleza inquieta tanto a los Gobiernos de Europa que les fuerza a tomar precauciones siempre dolorosas». La nota austríaca, por su parte, decía que la revolución española había provocado ya «grandes desastres» («había dado lugar a las revoluciones de Nápoles y de Piamonte») y exhortaba a España a que pusiera fin «a este estado de separación del resto de Europa».
La respuesta del secretario del Despacho de Estado Evaristo San Miguel, «taxativa y poco diplomática», no dejó margen para la negociación: manifestó la adhesión del Gobierno al «invariable código fundamental jurado en 1812» y rechazó toda intromisión en los asuntos internos españoles («La nación española no reconocerá jamás en ninguna potencia el derecho de intervenir ni de mezclarse en sus negocios», afirmó). El rey dio su apoyo a la postura del gobierno así como la mayoría del país. Los británicos, por su parte, se habían negado a enviar ninguna «nota» y se habían retirado formalmente del Congreso de Verona. Las Cortes españolas se reunieron el 9 de enero de 1823 para apoyar la rotunda respuesta que había dado San Miguel —había calificado el contenido de las notas de «invectivas, calumnias y suposiciones malignas»—, y para denunciar los intentos de injerencia en los asuntos internos españoles por parte de las grandes potencias absolutistas y reafirmar que las únicas que tenían la potestad de reformar la Constitución eran las propias Cortes. El diputado Antonio Alcalá Galiano dijo: «Sepa el mundo entero que la nación española desea la paz, pero que no rehúsa la guerra y que está dispuesta a repetir con exceso sus anteriores sacrificios antes de sufrir se atente a su independencia ni retroceder una línea en su sistema constitucional». La sesión se cerró con un «¡Viva la Constitución!» lanzado por el presidente de las Cortes. Diputados y público de las tribunas le respondieron con vivas a la libertad, a Riego, a las Cortes y al Gobierno. En los días siguientes los embajadores de las «potencias del norte» (Austria, Prusia y Rusia) abandonaban Madrid y un poco más tarde, el 26 de enero, lo hacía el embajador francés. Sólo permaneció en Madrid el embajador británico. Al embajador austríaco San Miguel le dijo al despedirse: «Señor, al Gobierno de Su Majestad Católica le es completamente indiferente mantener o no relaciones con la Corte de Viena». Casi al mismo tiempo el nuncio Giustiniani era expulsado como respuesta al rechazo de Joaquín Lorenzo Villanueva como embajador ante la Santa Sede, lo que proporcionó un nuevo argumento a los partidarios de la invasión de España. «España quedaba aislada en contexto internacional, pendiente únicamente de saber cómo habría de materializarse la amenaza y cuál sería la postura de Inglaterra», ha señalado Emilio La Parra López.
El gobierno británico hizo un último intento para evitar la invasión francesa y envió a Madrid a Lord FitzRoy Somerset para que consiguiera que el Gobierno español abordara una reforma constitucional que la acercara a la Carta de 1814 tal como habían propuesto los franceses, lo que supondría la «devolución» de gran parte de sus poderes al rey Fernando VII ―aunque con esta misión diplomática el gobierno británico negaba «cualquier apoyo explícito al derecho de los españoles a elegir con libertad e independencia su futuro político», ha comentado Gonzalo Butrón Prida―. FitzRoy Somerset llegó a la capital española el 21 de enero de 1823 pero no logró su objetivo. Dos meses después, el 21 de marzo, el secretario del Foreign Office, George Canning, comunicaba al gobierno de París que el Reino Unido no se opondría a la invasión con tres condiciones, que le hizo llegar el 31 de marzo: que el ejército francés abandonara España en cuanto hubiera completado su misión; que no intervendría en Portugal y que no ayudaría a España a recuperar sus territorios americanos. Una semana después Francia invadió España. «A la hora de justificar su intervención, ni el rey Luis XVIII de Francia ni su Gobierno invocaron el peligro de la revolución española o el derecho de intervención establecido por la Santa Alianza y precisado en el Congreso de Troppau; los franceses ni siquiera invocaron el interés nacional de Francia; se limitaron a proclamar la solidaridad de la casa de Borbón». Se trataba de «establecer un Borbón en el trono por las armas de un Borbón», escribió Chateaubriand en sus Memorias de ultratumba.